# Jinan International Open
Il Jinan International Open, noto inizialmente come China International Challenger Jinan, è un torneo professionistico di tennis che fa parte dell'ATP Challenger Tour maschile e dell'ITF Women's Circuit femminile. Si gioca annualmente dal 2017 sui campi in cemento del Centro per gli sport olimpici di Jinan in Cina. La prima edizione dei tornei femminili si è tenuta nel 2018.
Interrotto nel 2020, anno in cui si è diffusa la pandemia di COVID-19, è stato ripristinato nel 2024.

## Albo d'oro

### Singolare maschile
| Anno       | Campione       | Finalista         | Punteggio     |
| ---------- | -------------- | ----------------- | ------------- |
| 2024       | Wu Yibing      | Rio Noguchi       | 7–5, 6–3      |
| 2023- 2020 | Non disputato  | Non disputato     | Non disputato |
| 2019       | Zhang Zhizhen  | Gō Soeda          | 7–5, 2–6, 6–4 |
| 2018       | Alexei Popyrin | James Ward        | 3–6, 6–1, 7–5 |
| 2017       | Lu Yen-hsun    | Ričardas Berankis | 6–3, 6–1      |

### Doppio maschile
| Anno       | Campioni                            | Finalisti                                  | Punteggio           |
| ---------- | ----------------------------------- | ------------------------------------------ | ------------------- |
| 2024       | Chung Yun-seong Yuta Shimizu        | Rio Noguchi Edward Winter                  | 6–3, 6(5)–7, [10–6] |
| 2023- 2020 | Non disputato                       | Non disputato                              | Non disputato       |
| 2019       | Matthew Ebden Divij Sharan          | Nam Ji-sung Song Min-kyu                   | 7–6(4), 5–7, [10–3] |
| 2018       | Hsieh Cheng-peng (2) Yang Tsung-hua | Aleksandr Bublik Alexander Pavlioutchenkov | 7–6(5), 4–6, [10–5] |
| 2017       | Hsieh Cheng-peng (1) Peng Hsien-yin | Sriram Balaji Vishnu Vardhan               | 4–6, 6–4, [10–4]    |

### Singolare femminile
| Anno       | Categoria     | Campionessa    | Finalista     | Punteggio     |
| ---------- | ------------- | -------------- | ------------- | ------------- |
| 2018       | ITF $60,000   | Zhu Lin        | Wang Yafan    | 6–4, 6–1      |
| 2019       | ITF $60,000   | You Xiaodi     | Kaylah McPhee | 6–3, 7–6(5)   |
| 2023- 2020 | Non disputato | Non disputato  | Non disputato | Non disputato |
| 2024       | ITF $40,000   | Zheng Wushuang | Yao Xinxin    | 6–2, 6–2      |

### Doppio femminile
| Anno       | Categoria     | Campionesse             | Finaliste                  | Punteggio           |
| ---------- | ------------- | ----------------------- | -------------------------- | ------------------- |
| 2018       | ITF $60,000   | Wang Xinyu You Xiaodi   | Hsieh Shu-ying Lu Jingjing | 6–3, 6(5)–7, [10–2] |
| 2019       | ITF $60,000   | Yuan Yue Zheng Wushuang | Samantha Murray Eden Silva | 1–6, 6–4, [10–7]    |
| 2023- 2020 | Non disputato | Non disputato           | Non disputato              | Non disputato       |
| 2024       | ITF $40,000   | Guo Meiqi Xiao Zhenghua | Feng Shuo Liu Fangzhou     | 6–3, 1–6, [10–5]    |